# 閔智英
閔智英（韓語：민지영，1979年5月26日—），韓國女演員。

## 演出作品

### 綜藝
- 2018年：Netflix《Busted！明星來解謎》 EP6 飾演 美術館策展人

### 電視劇
- 1999年：KBS《夫妻診所－愛情和戰爭》
- 2002年：SBS《女人天下》
- 2004年：SBS《選擇》
- 2005年：SBS《女王的條件》
- 2006年：MBC《朱蒙》飾演 妓生
- 2006年：SBS《無敵情報員》飾演 尹多蘭
- 2007年：SBS《討厭也喜歡》飾演 許英善
- 2008年：SBS《錢的戰爭》飾演 恩珠
- 2008年：KBS《傳說的故鄉－青樓怪談》飾演 華蘭
- 2009年：SBS《耶誕節會下雪嗎》飾演 申小姐
- 2011年：SBS《樹大根深》飾演 蓮豆母
- 2011年：KBS《夫妻診所－愛情和戰爭2》
- 2013年：JTBC《再也無法忍受》飾演 陳愛熙
- 2016年：MBC Every 1《網路漫畫英雄-Tundra Show 第2季》
- 2018年：JTBC《加油吧威基基》
- 2018年：SBS《江南醜聞》飾演 方秀京

### 電影
- 2004年：《The Big Swindle》
- 2004年：《Someone Special》

## 外部連結
- NAVER搜索 （页面存档备份，存于）